# Lomaphlebia linearis
Lomaphlebia linearis là một loài dương xỉ trong họ Polypodiaceae. Loài này được Sw. J. Sm. mô tả khoa học đầu tiên năm 1875.